# 奥托·瓦克斯
奥托·瓦克斯（德語：Otto Wachs，1909年7月23日—1998年12月30日），德国男子帆船运动员。他曾代表德国参加1936年夏季奥林匹克运动会帆船比赛，获得一枚铜牌。他于1998年在汉堡去世。